# Districtul Mount Simeon
Districtul Mount Simeon (în arabă: منطقة جبل سمعان, translit. manṭiqat Jabal Sem‘ān‎), cunoscut și sub numele de Jabal Sem`an, este un district din Guvernoratul Alep din nordul Siriei. Centrul administrativ este orașul Alep.
Până în decembrie 2008, sub-districtul Atāreb a făcut parte din districtul Mount Simeon înainte de a fi încorporat ca un district separat. La recensământul din 2004, restul subdistrictelor aveau o populație totală de 2.413.878.

## Subdistricte
Districtul Mount Simeon este împărțit în șapte subdistricte sau nawāḥī (populația din 2004):
| Cod      | Nume                        | Suprfața     | Populația | Reședința     |
| -------- | --------------------------- | ------------ | --------- | ------------- |
| SY020000 | Subdistrictul Mount Simeon  | 663,95 km²   | 2.181.061 | Alep          |
| SY020002 | Subdistrictul Tell ad-Daman | 1.146,95 km² | 47.501    | Tell al-Daman |
| SY020003 | Subdistrictul Haritan       | 232,76 km²   | 67.745    | Haritan       |
| SY020004 | Subdistrictul Darat Izza    | 227,49 km²   | 39.540    | Darat Izza    |
| SY020005 | Subdistrictul al-Zirbah     | 354,79 km²   | 55.391    | Al-Zirbah     |
|          | Subdistrictul Zammar        | 354,79 km²   | 55.391    | Zammar        |
| SY020006 | Subdistrictul Hadher        | 131,33 km²   | 20.834    | Al-Hadher     |

- Subdistrictul Zammar a fost separat de subdistrictul al-Zirbah în 2009.[3]